# Хърватска селска партия
Хърватската селска партия (на хърватски: Hrvatska seljačka stranka) е центристка земеделска политическа партия в Хърватия, с консервативна идеология. Създадена е през 1904 г. от Антун и Степан Радич. Превръща се във водеща партия в Кралство Югославия, а през 90-те години играе важна роля в Хърватия.
На изборите през 2011 година Хърватската селска партия получава 3% от гласовете и 1 място в парламента. През 2015 година е част от водената от Хърватския демократичен съюз дясноцентристка коалиция, която е първа с 33% от гласовете, и партията получава 1 от 151 места в парламента. През 2016 година участва в лявоцентристка коалиция, която получава 34% от гласовете, а партията – 5 депутатски места.

## История
Началото на хърватското селско движение е поставено от братята Антун и Степан Радич, които, повлияни от народничеството и прогресисткия либерализъм на Томаш Масарик, се обявяват за еманципация на изолираното от управлението селско мнозинство в страната. Те се обявяват за поземлена реформа – разделяне на големите имения и продажба на земите им на дребни собственици по пазарни цени – и въвеждане на общо избирателно право, което да доведе до създаване на селска държава, основаваща се на селските права, като съставна част на Хабсбургската монархия.
Хърватската селска партия е основана в края на 1904 година, но в първите години от съществуването си има ограничено влияние, заради силно рестриктивното избирателно право в Австро-Унгария и съпротивата на традиционните партии и държавната администрация. Тя бързо усилва позициите си с края на Първата световна война и разпадането на Австро-Унгария.
Още в края на 1918 година Степан Радич критикува създаването на Кралството на сърби, хървати и словенци, обявявайки се за създаване на югославска република с федеративно устройство и широка автономия на отделните народи в нея. През 1920 година партията официално променя името си на Хърватска републиканска селска партия, отхвърляйки легитимността на сръбската династия, управляваща Югославия.
На изборите за Учредително събрание на Югославия през ноември 1920 година Хърватската селска партия получава 80% от гласовете в Хърватия, след което нейните депутати бойкотират събранието, създавайки вместо това Хърватско народно представителство в Загреб. Партията се обявява за създаване на независима хърватска република, а Степан Радич обявява създаването на „Неутрална селска република Хърватия“ и съставя нейна конституция. С времето той осъзнава липсата на международна подкрепа за такова решение и се връща към целта за югославска конфедерация с широка автономия на съставните държави.
През следващите години Хърватската селска партия се превръща във водещата хърватска партия в рамките на Югославия, като губи фокуса си върху аграризма за сметка на защитата на хърватските национални интереси срещу сръбския централизъм. На изборите през 1923 година става втора електорална сила, но отново бойкотира общоюгославския парламент. В търсене на международна подкрепа за хърватската кауза, Хърватската селска партия се присъединява към просъветската международна селска организация Крестинтерн, но Радич скоро е разочарован от ограничените резултати и спира да сътрудничи активно с нея.
В началото на 1925 година Радич и други лидери на партията са арестувани по обвинения за подбуждане към бунт, но въпреки това партията се представя добре на изборите през февруари и правителството на Никола Пашич търси споразумение. В резултат на това малко по-късно Хърватската селска партия признава Видовденската конституция, а през ноември Степан Радич става министър на просветата в кабинета на Пашич. Споразумението е краткотрайно, като през януари 1927 година коалицията се разпада, но на изборите през септември Хърватската селска партия губи гласове, заради компромиса си със сърбите.
В новия парламент Хърватската селска партия е основна опозиционна сила, но политическото напрежение е силно и кулминира в атентат, при който в сградата на парламента е застрелян Степан Радич и други депутати на партията. Тези събития са последвани от установяването от краля на Шестоянуарската диктатура и забраната на политическите партии. Хърватската селска партия продължава да функционира полулегално, оглавена от Владимир Мачек, заемайки по-твърдо националистическа позиция.
След престой в затвора, при относителната либерализация на режима през 1935 година Мачек оглавява обединената опозиция, която през 1938 година печели 45% от гласовете на общите избори. През август 1939 година, в навечерието на Втората световна война, правителството е принудено да се споразумее с Хърватската селска партия, приемайки широка автономия на Хърватия, а Мачек става вицепремиер. Реализирането на този план е осуетено от началото на войната и създаването на Независима хърватска държава.